# Cantone di Souilly
Il Cantone di Souilly era una divisione amministrativa dell'arrondissement di Verdun.
È stato soppresso a seguito della riforma complessiva dei cantoni del 2014, che è entrata in vigore con le elezioni dipartimentali del 2015.
Comprendeva i comuni di:
- Ancemont
- Heippes
- Julvécourt
- Landrecourt-Lempire
- Lemmes
- Les Monthairons
- Nixéville-Blercourt
- Osches
- Rambluzin-et-Benoite-Vaux
- Récourt-le-Creux
- Saint-André-en-Barrois
- Senoncourt-les-Maujouy
- Les Souhesmes-Rampont
- Souilly
- Tilly-sur-Meuse
- Vadelaincourt
- Villers-sur-Meuse
- Ville-sur-Cousances